# Câmara de Comércio e Indústria de Timor-Leste

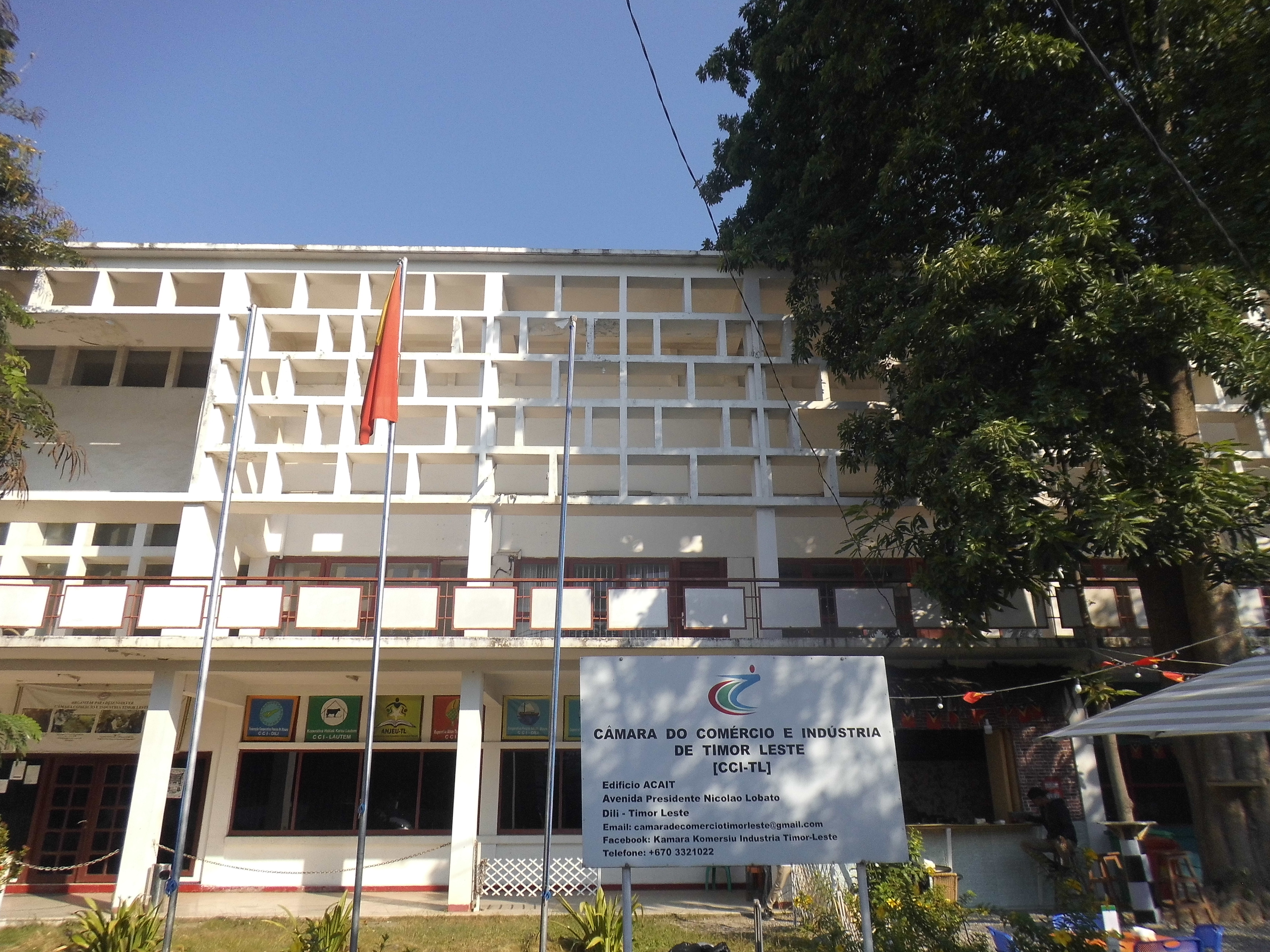
A sede da CCI-TL no edifício ACAIT

A Câmara de Comércio e Indústria de Timor-Leste (CCI-TL, em tétum:  Kamara Komersiu no Industria Timor-Leste) é a Câmara de Comércio e Indústria de Timor-Leste .

## Visão geral
A CCI-TL foi fundada em 2010 e representa os interesses dos empresários privados em Timor-Leste. Além disso, têm como objetivos a rede em todos os 13 municípios do país e a oferta de formação complementar e assessoria jurídica.  Está sediada no edifício da antiga Associação Comercial, Agrícola e Industrial de Timor (ACAIT) na Rua 30 de Agosto, na capital de Timor-Leste, Díli . 
Os líderes da organização também se reúnem com autoridades políticas promover a atividade comercial e industrial, além de criar parcerias público-privadas.

## Pessoas
O presidente da Câmara é Oscar Lima .  A vice-presidente de longa data é Kathleen Gonçalves .  De 2018 a 2019, Gil da Costa Alves foi Vice-Presidente da Câmera de Comércio e Indústria responsável pelos Assuntos Asiáticos.  No mesmo período, João Baptista Alves é também nomeado Vice-Presidente da CCI-TL.   De 2010 a 2014 , Domingas dos Santos foi vice-presidente. 
Nas eleições presidenciais de Timor-Leste de 2017, Luís Tilman, o presidente da CCI-TL do município de Ermera, foi um dos candidatos.  